# Dorthe Holm
Dorthe Elisabeth Holm (Copenaghen, 3 luglio 1972) è una giocatrice di curling danese.

## Biografia
Partecipò all'età di 25 anni ai XVIII Giochi olimpici invernali edizione disputata a Nagano (Giappone) nel 1998, riuscendo ad ottenere la medaglia d'argento nella squadra danese con le connazionali Margit Pörtner, Helena Lavrsen, Trine Qvist e Jane Bidstrup.
Nell'edizione la nazionale canadese ottenne la medaglia d'oro, la svedese quella di bronzo.